# Huy hiệu Đoàn Thanh niên Cộng sản Hồ Chí Minh
Huy hiệu Đoàn Thanh niên Cộng sản Hồ Chí Minh là biểu trưng do Trung ương Đoàn Thanh niên Cộng sản Hồ Chí Minh ban hành để đại diện cho tổ chức thanh niên của Việt Nam. Hoạ sĩ Huỳnh Văn Thuận là người thiết kế ban đầu của huy hiệu. Đoàn huy có hình tròn, ở giữa hình ảnh một cánh tay nắm chắc lá cờ Việt Nam đi lên trên nền sọc chéo xanh lá và trắng, có vòng ngoài là dòng chữ "Đoàn Thanh niên Cộng sản Hồ Chí Minh". Huy hiệu có bốn màu là xanh lá, đỏ, vàng, trắng. Ngoài ra, huy hiệu còn được in lên chính giữa đoàn kỳ.

## Lịch sử
Đảng Cộng sản Việt Nam được thành lập ngày 3 tháng 2 năm 1930 tại bán đảo Cửu Long, Hồng Kông. Trước tình hình đó, Đảng nhận thấy rằng thanh niên Việt Nam không có tổ chức riêng để thống nhất lực lượng và hành động đúng đắn để hỗ trợ toàn Đảng, toàn quân và toàn dân. Vì vậy ngày 26 tháng 3 năm 1931 Đoàn Thanh niên Cộng sản Đông Dương ra đời, tiền thân của Đoàn Thanh niên Cộng sản Hồ Chí Minh sau này.
Huy hiệu Đoàn Thanh niên Cộng sản Hồ Chí Minh lần đầu tiên ra đời sau 20 năm trong cuộc Chiến tranh Đông Dương. Mục đích để cổ động tinh thần đoàn kết, sức mạnh của thanh niên Việt Nam, quyết tâm trong cuộc chiến.
Năm 1951, tại Đại hội thanh niên đã được tổ chức ở Việt Bắc, Trung ương Đoàn đã giao nhiệm vụ cho họa sĩ Huỳnh Văn Thuận cùng với họa sĩ Tôn Đức Lượng thiết kế huy hiệu Đoàn. Và sau đó, mẫu Đoàn huy với biểu tượng bàn tay thanh niên cầm ngọn cờ do hoạ sĩ Huỳnh Văn Thuận thiết kế đã Chủ tịch Hồ Chí Minh được chọn làm biểu trưng chính thức của Đoàn Thanh niên Cộng sản Hồ Chí Minh. Ngoài ra, Hồ Chủ tịch còn đề dưới bản vẽ dòng chữ: "Thanh niên tay cầm cờ đỏ sao vàng tiến lên".
Năm 2013, Ban Bí thư Trung ương Đoàn đã thống nhất mẫu huy hiệu do nhận thấy việc sử dụng nhiều huy hiệu Đoàn không thống nhất, sai về bố cục lẫn màu sắc.

## Ý nghĩa

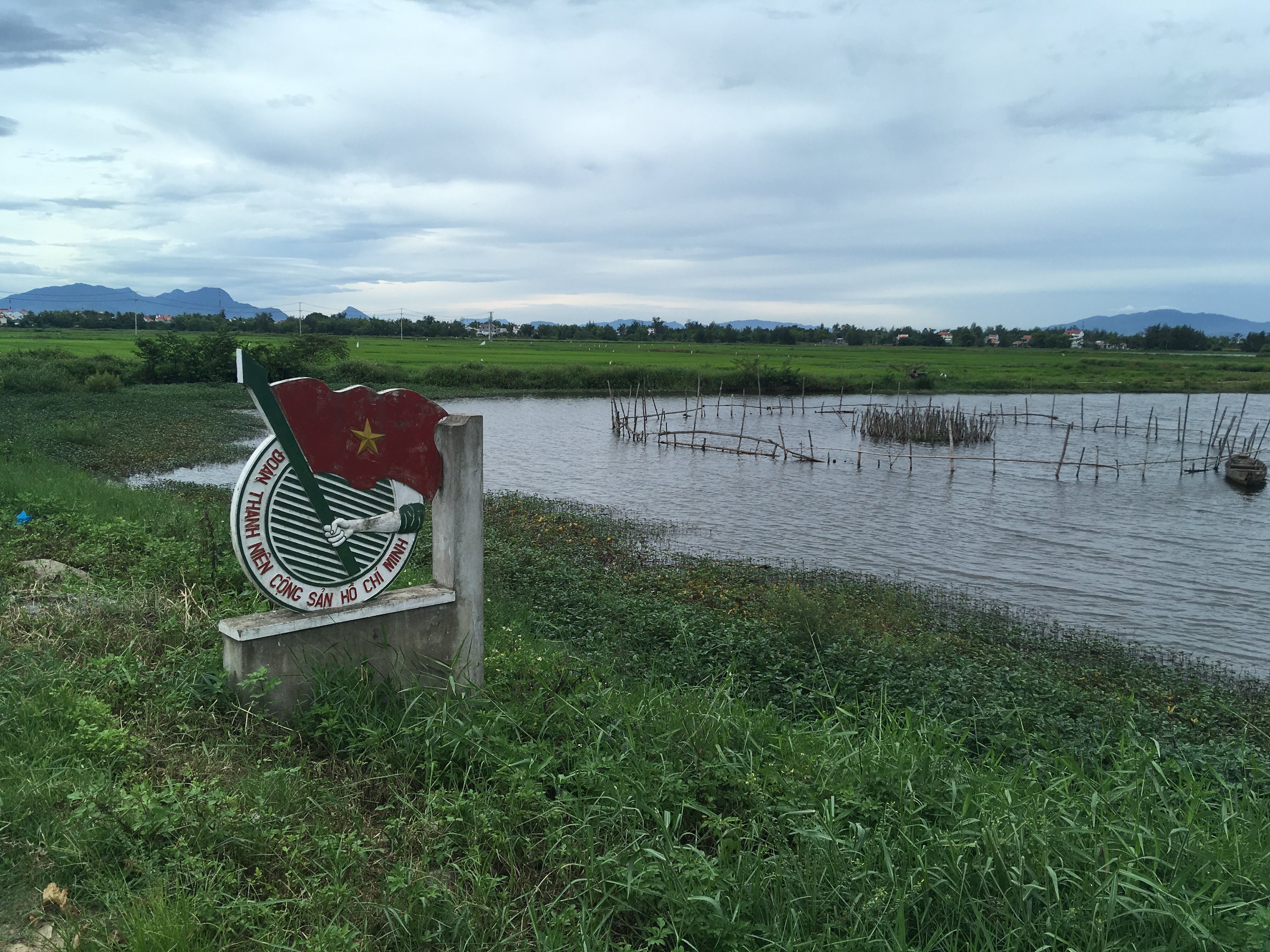
Huy hiệu Đoàn Thanh niên Cộng sản Hồ Chí Minh tại một vùng nông thôn ở Trà Quế, Hội An.

Hình ảnh tay cầm lá cờ đỏ sao vàng tiến lên có ý nghĩa thanh niên phải là lớp người gương mẫu, xung phong đi đầu trong mọi hoạt động học tập, lao động, rèn luyện đạo đức cách mạng. Thanh niên được cho là đội ngũ kế cận, "đội dự bị tin cậy" của Đảng, sau này sẽ là bộ phận nòng cốt góp phần quan trọng vào công cuộc xây dựng và bảo vệ tổ quốc Việt Nam. Đoàn huy còn biểu thị tinh thần tiên phong, sẵn sàng chiến đấu, hy sinh vì nền độc lập.
Chủ tịch Hồ Chí Minh từng nhận xét về huy hiệu Đoàn:
Huy hiệu Đoàn thanh niên là tay cầm cờ đỏ sao vàng tiến lên, ý nghĩa của nó là thanh niên phải xung phong gương mẫu trong mọi lĩnh vực công tác, trong học tập, lao động và rèn luyện đạo đức cách mạng. Thanh niên phải thành một lực lượng to lớn và vững chắc trong công cuộc kháng chiến kiến quốc, đồng thời phải vui vẻ, hoạt bát...

## Sử dụng
Việc sử dụng huy hiệu Đoàn được quy định tại Mục VI của Hướng dẫn 22 HD/TWĐTN ngày 28 tháng 6 năm 2013 thực hiện Điều lệ Đoàn Thanh niên Cộng sản Hồ Chí Minh.

- Cán bộ, đoàn viên đeo Huy hiệu Đoàn vào các ngày lễ của Đoàn, lễ kết nạp đoàn viên và các sinh hoạt, hội họp của Đoàn.
- Khuyến khích đoàn viên đeo Huy hiệu Đoàn trong giờ làm việc.